# Monk's Dream
Albums de Thelonious Monk
Criss Cross
(1962) It's Monk's Time
(1964)
Monk's Dream est un album du pianiste de jazz Thelonious Monk sorti en 1962.

## Historique
Monk's Dream est le premier album du pianiste pour Columbia. C'est l'album le plus vendu de la carrière de Monk.

## Pistes
| No | Titre                | Musique                    | Durée |
| -- | -------------------- | -------------------------- | ----- |
| 1. | Monk's Dream         | Thelonious Monk            | 6:24  |
| 2. | Body & Soul (solo)   | Eyton, Green, Heyman, Sour | 4:27  |
| 3. | Bright Mississippi   | Thelonious Monk            | 8:35  |
| 4. | Five Spot Blues      | Thelonious Monk            | 3:14  |
| 5. | Bolivar Blues        | Thelonious Monk            | 7:30  |
| 6. | Just a Gigolo (solo) | Brammer, Caesar, Casucci   | 2:27  |
| 7. | Bye-Ya               | Thelonious Monk            | 6:00  |
| 8. | Sweet and Lovely     | Arnheim, LeMare, Tobias    | 7:51  |

## Musiciens
- Thelonious Monk : piano
- Charlie Rouse : saxophone ténor
- John Ore : contrebasse
- Frankie Dunlop : batterie